# ایدام، هلند
ایدام، هلند (به هلندی: Edam) یک منطقهٔ مسکونی در هلند است که در ایدام-فولن‌دام واقع شده‌است. ایدام ۷٬۳۸۰ نفر جمعیت دارد.

## نگارخانه

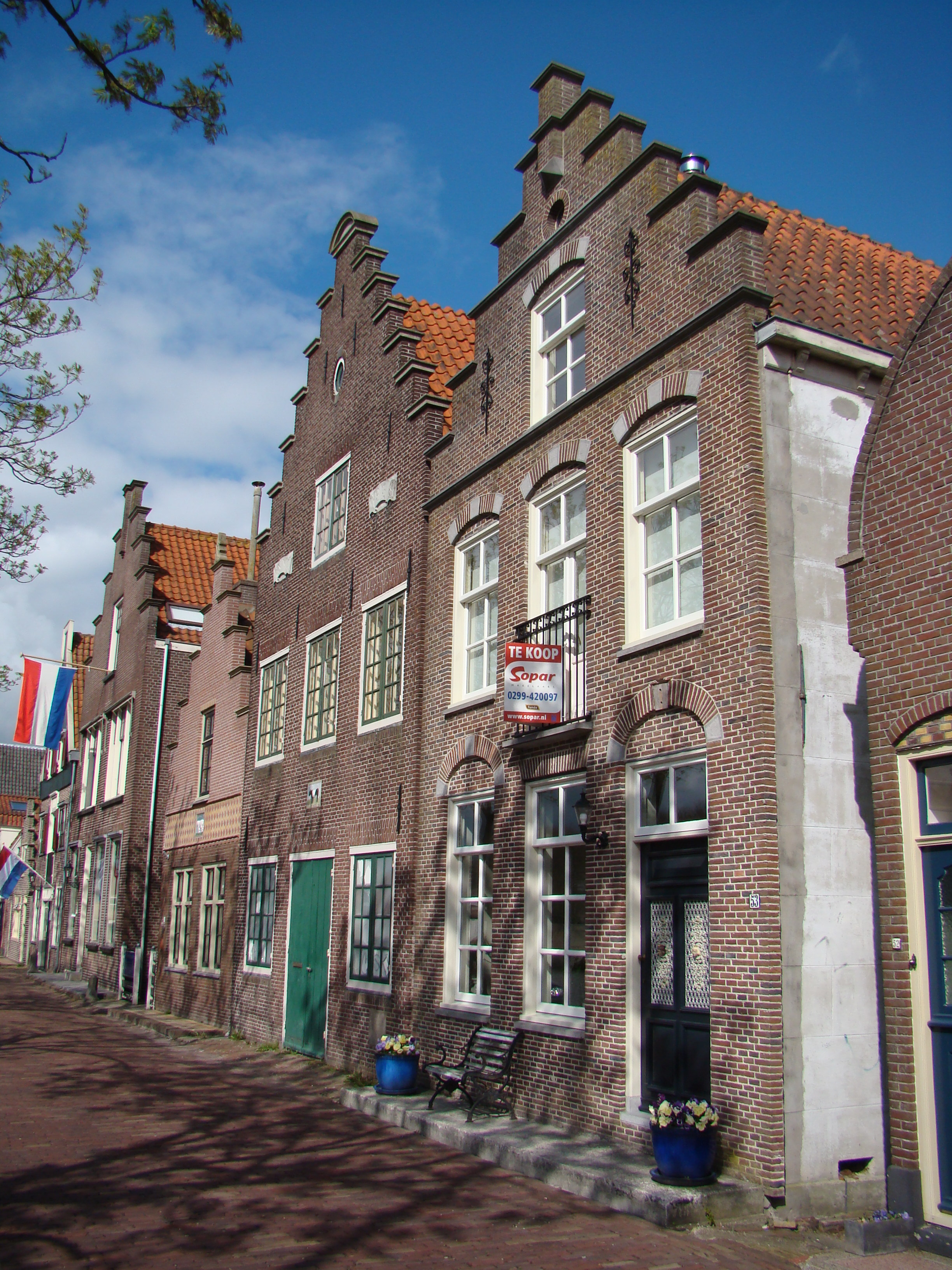
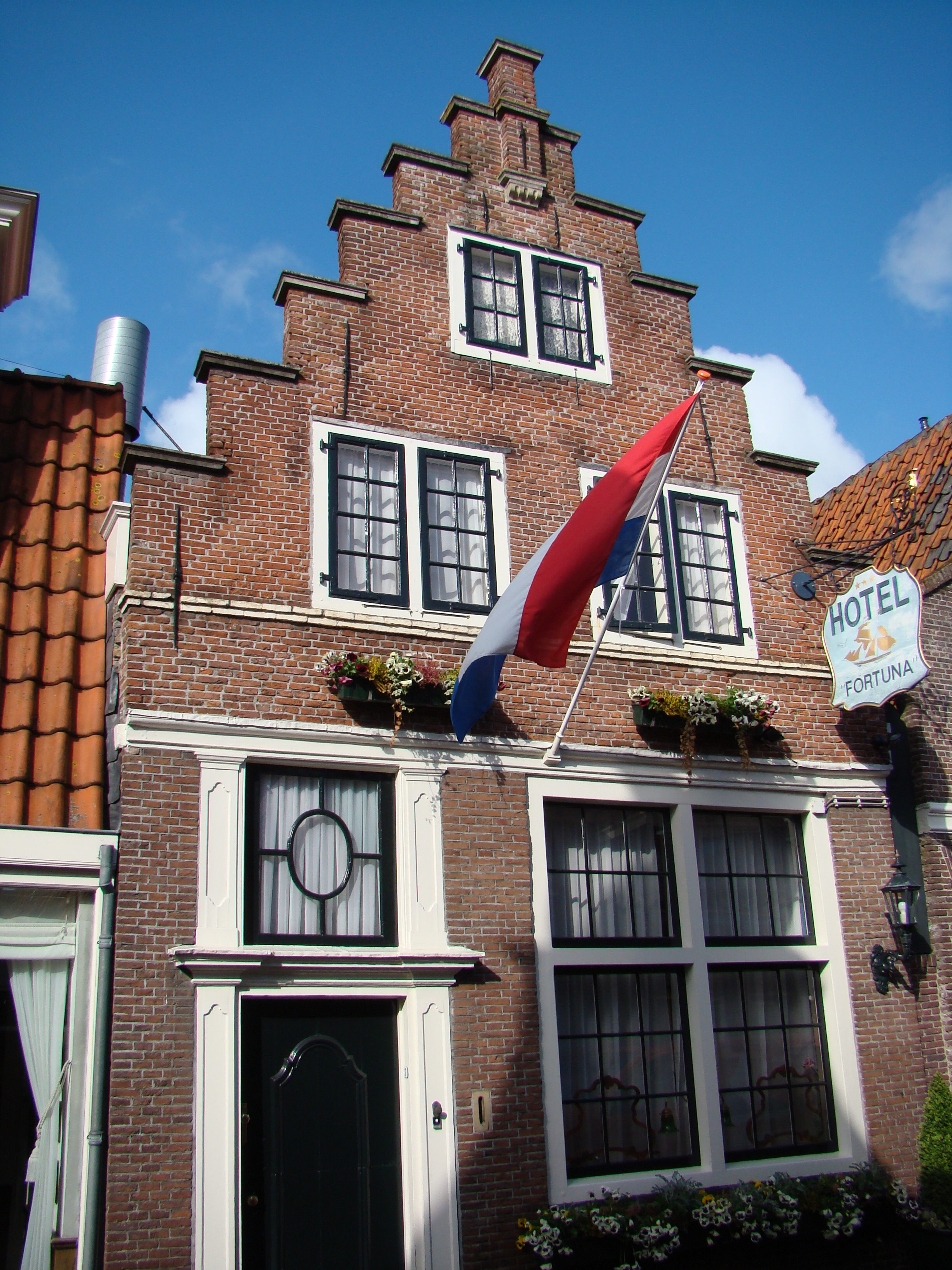
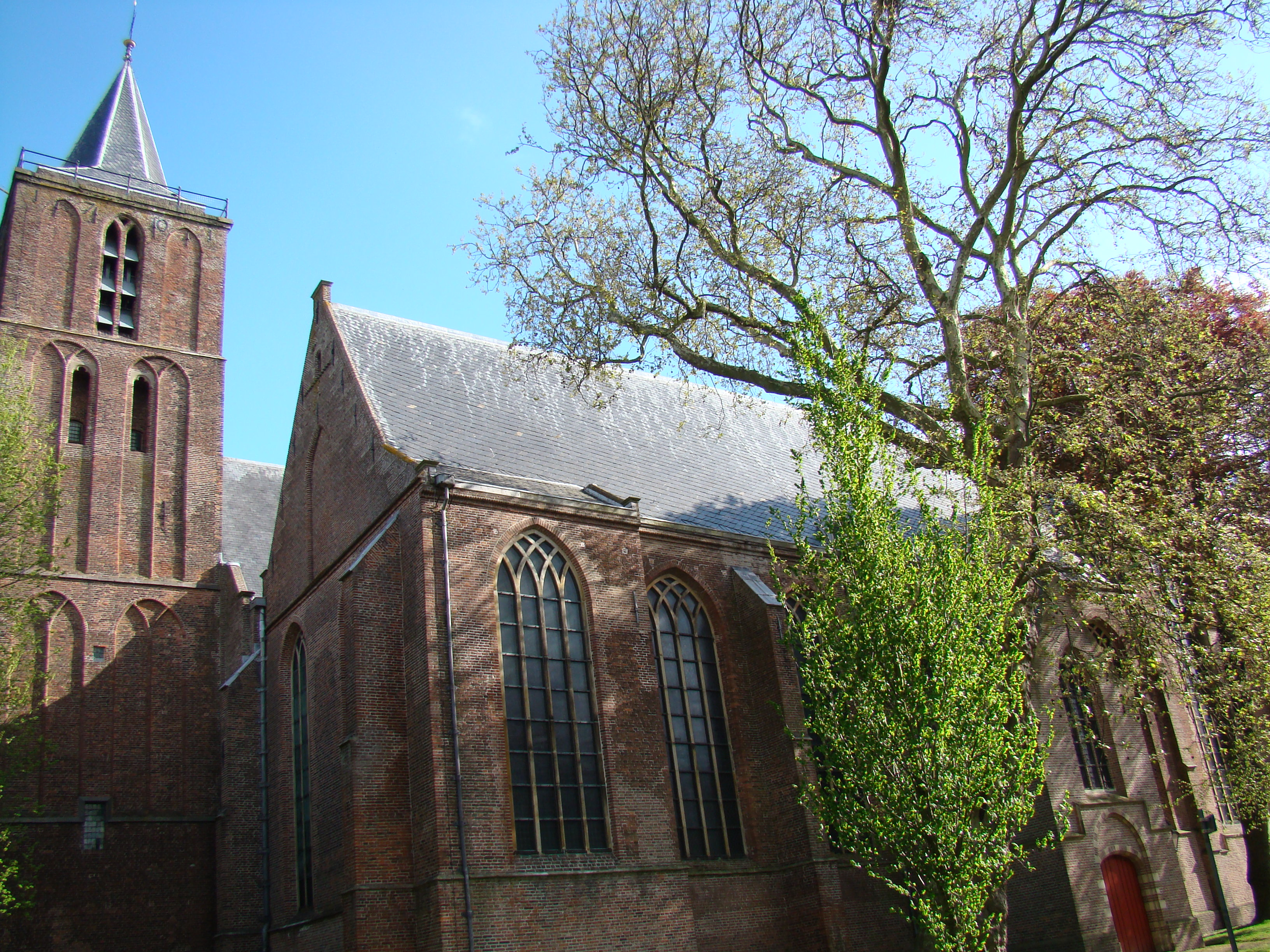
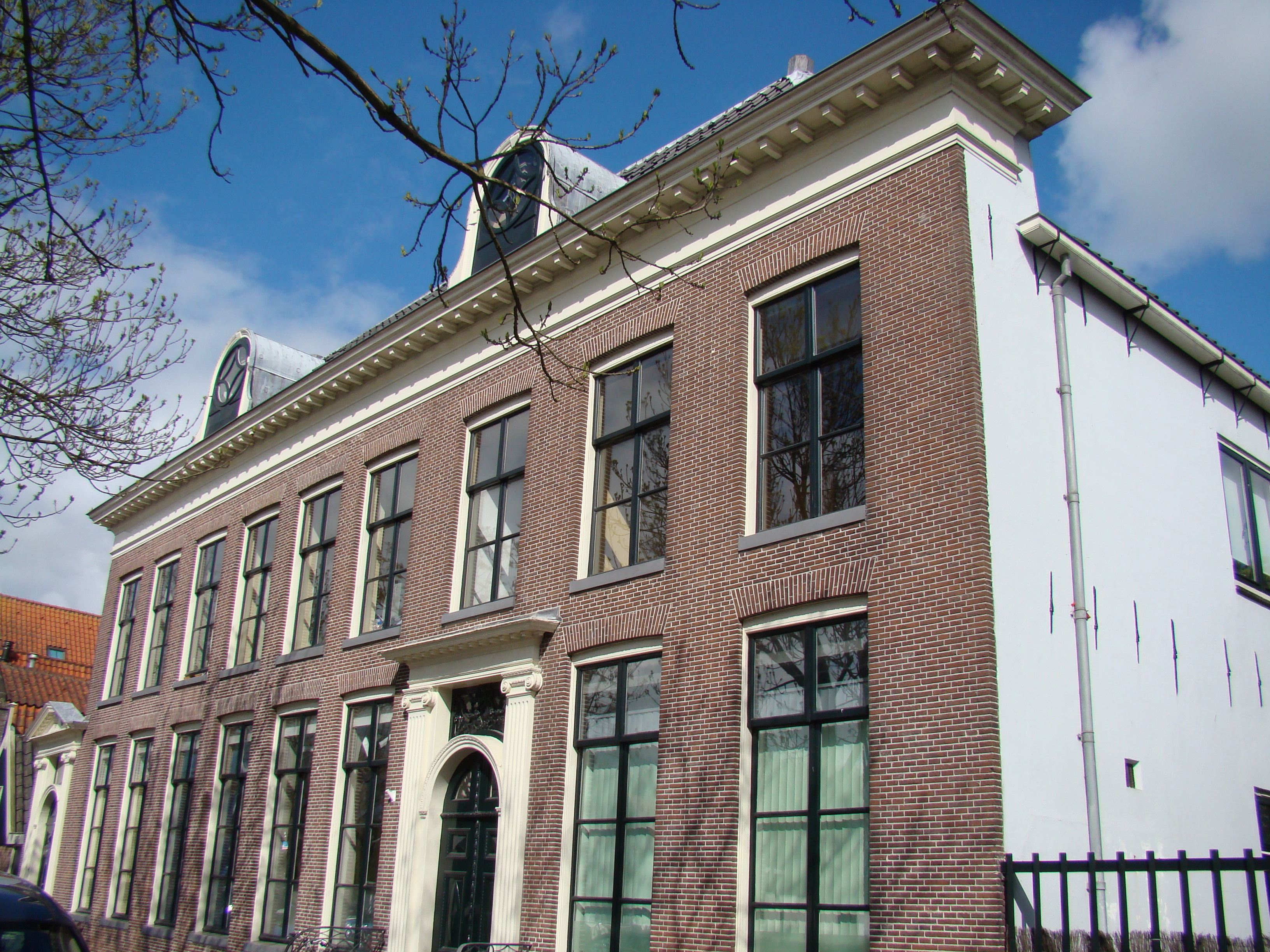
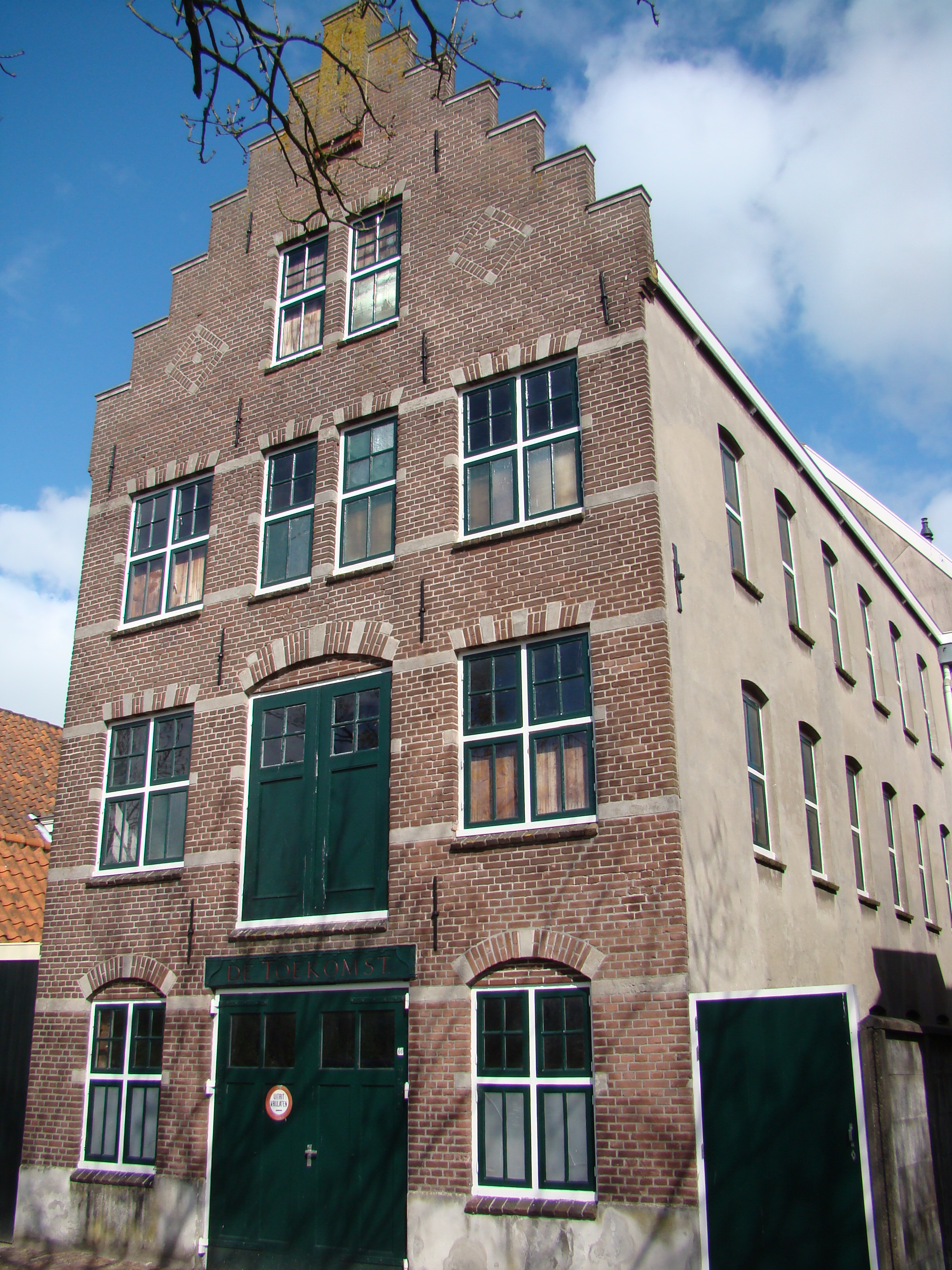
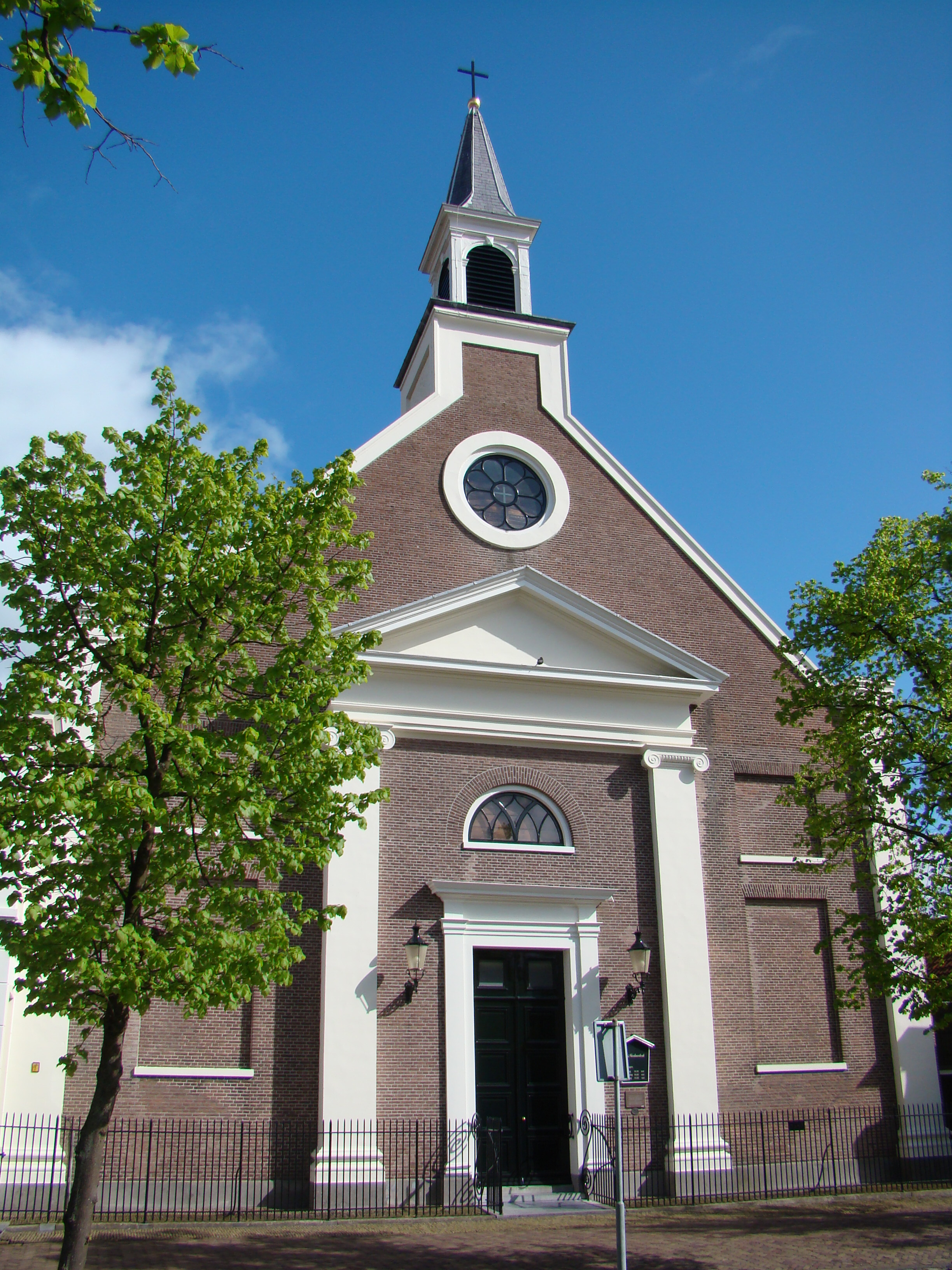
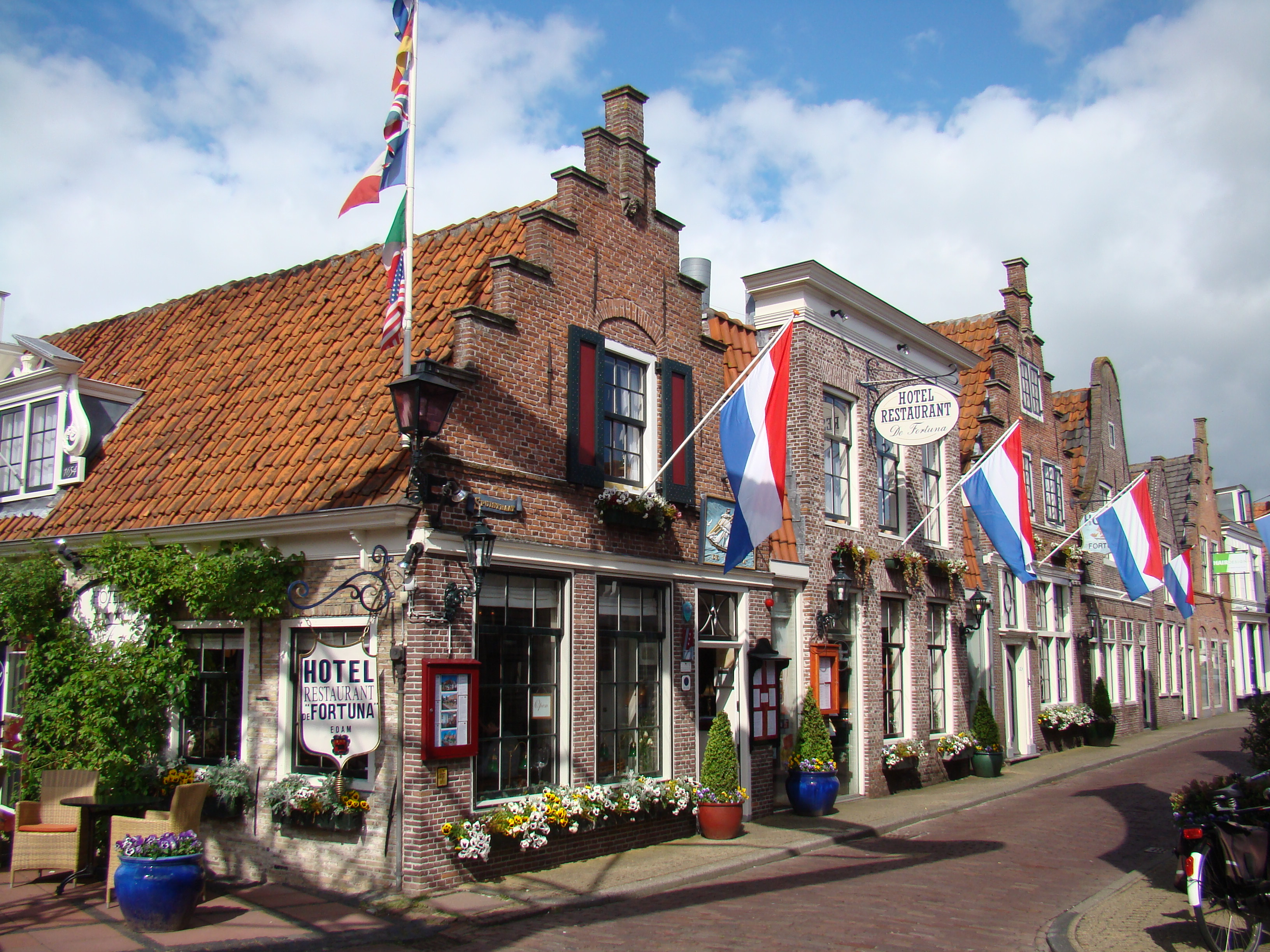
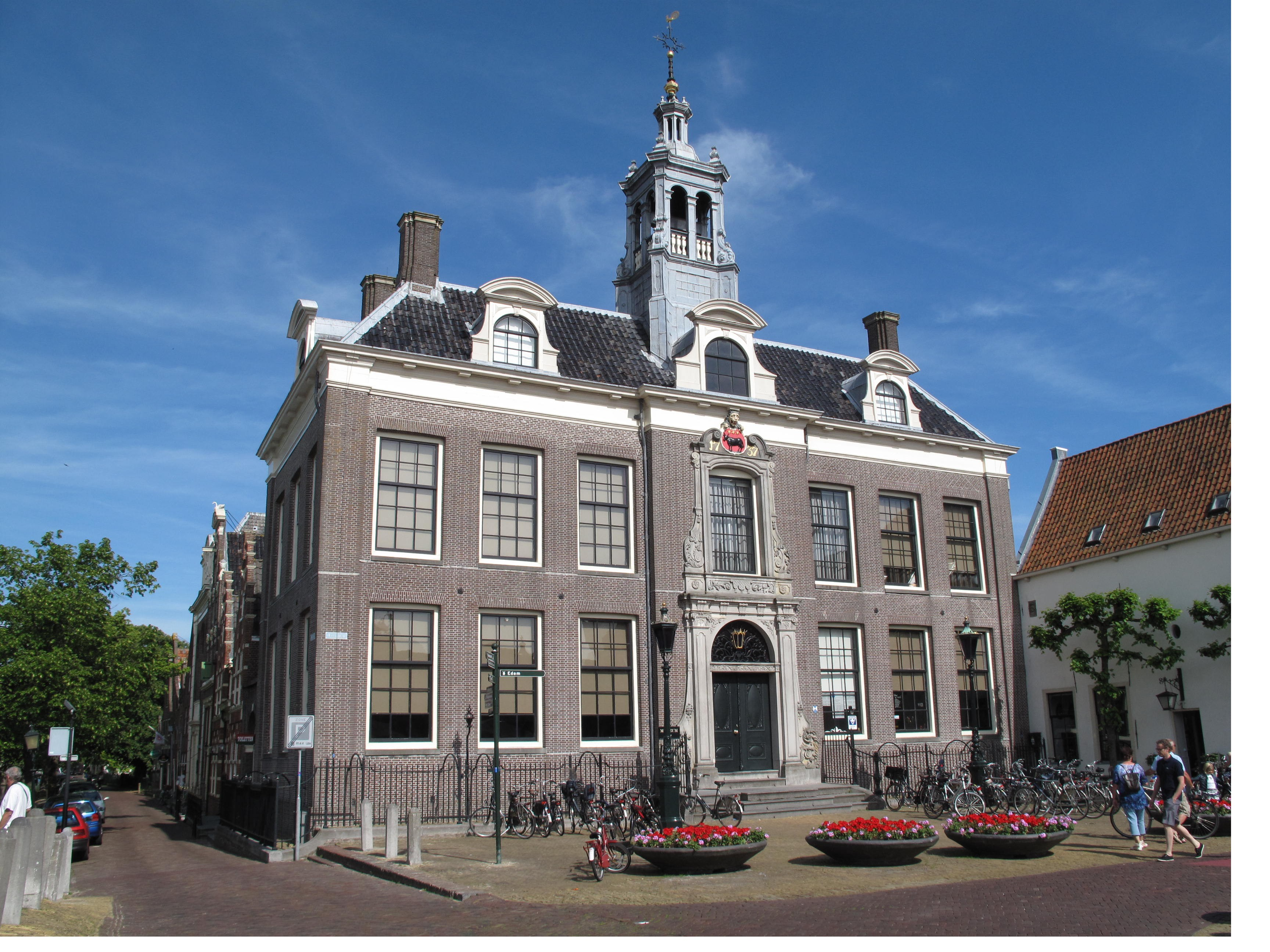
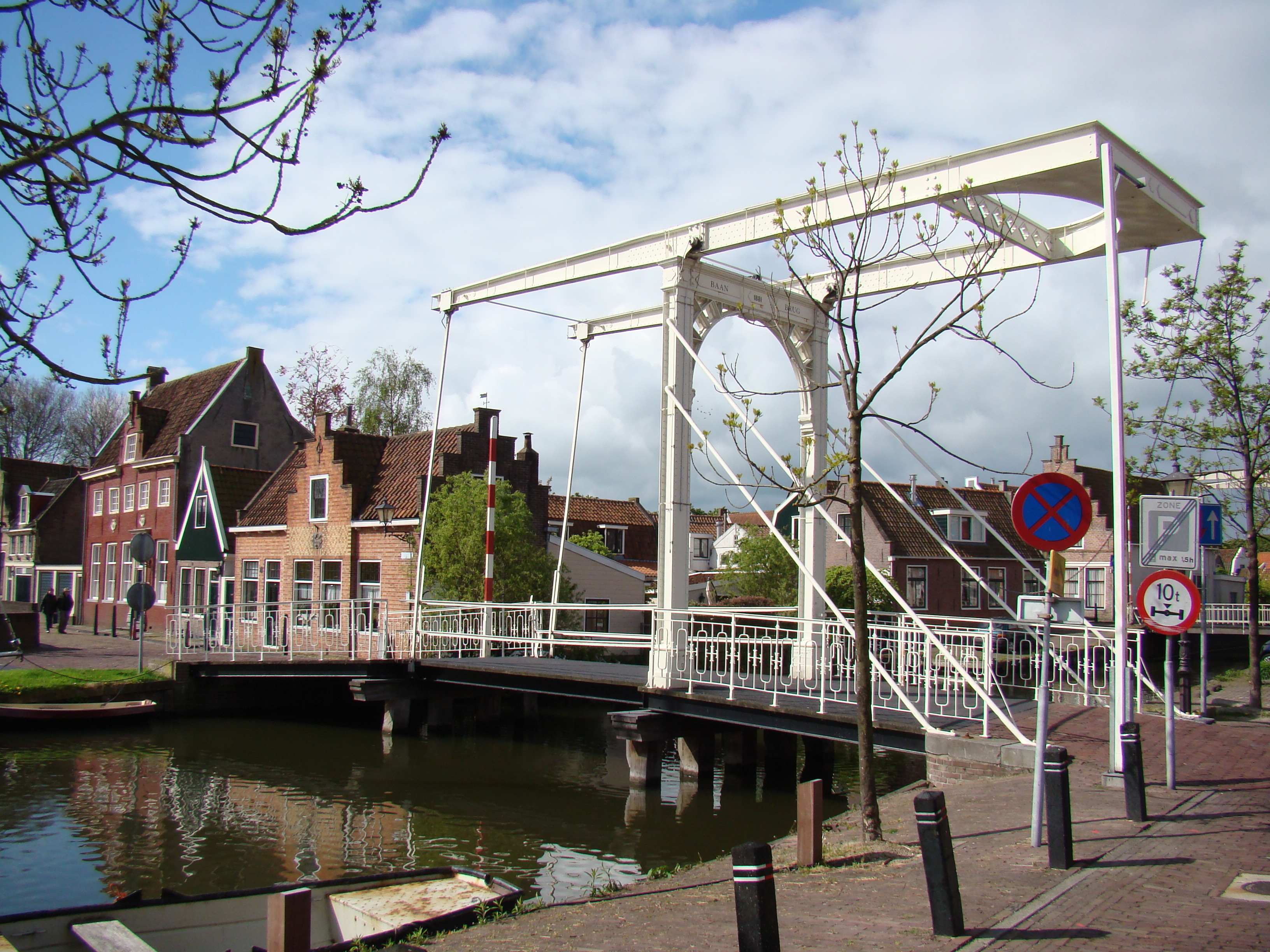
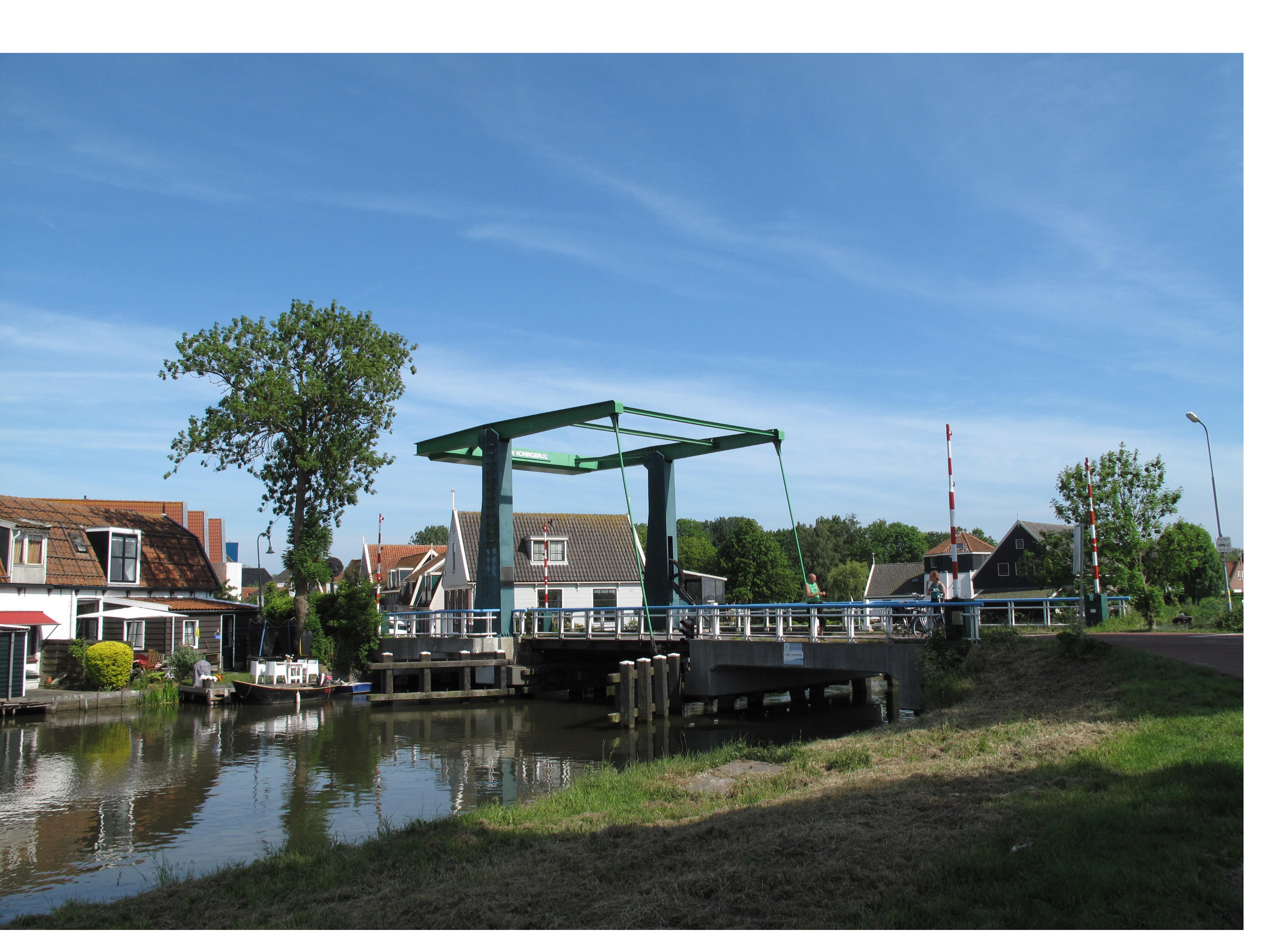
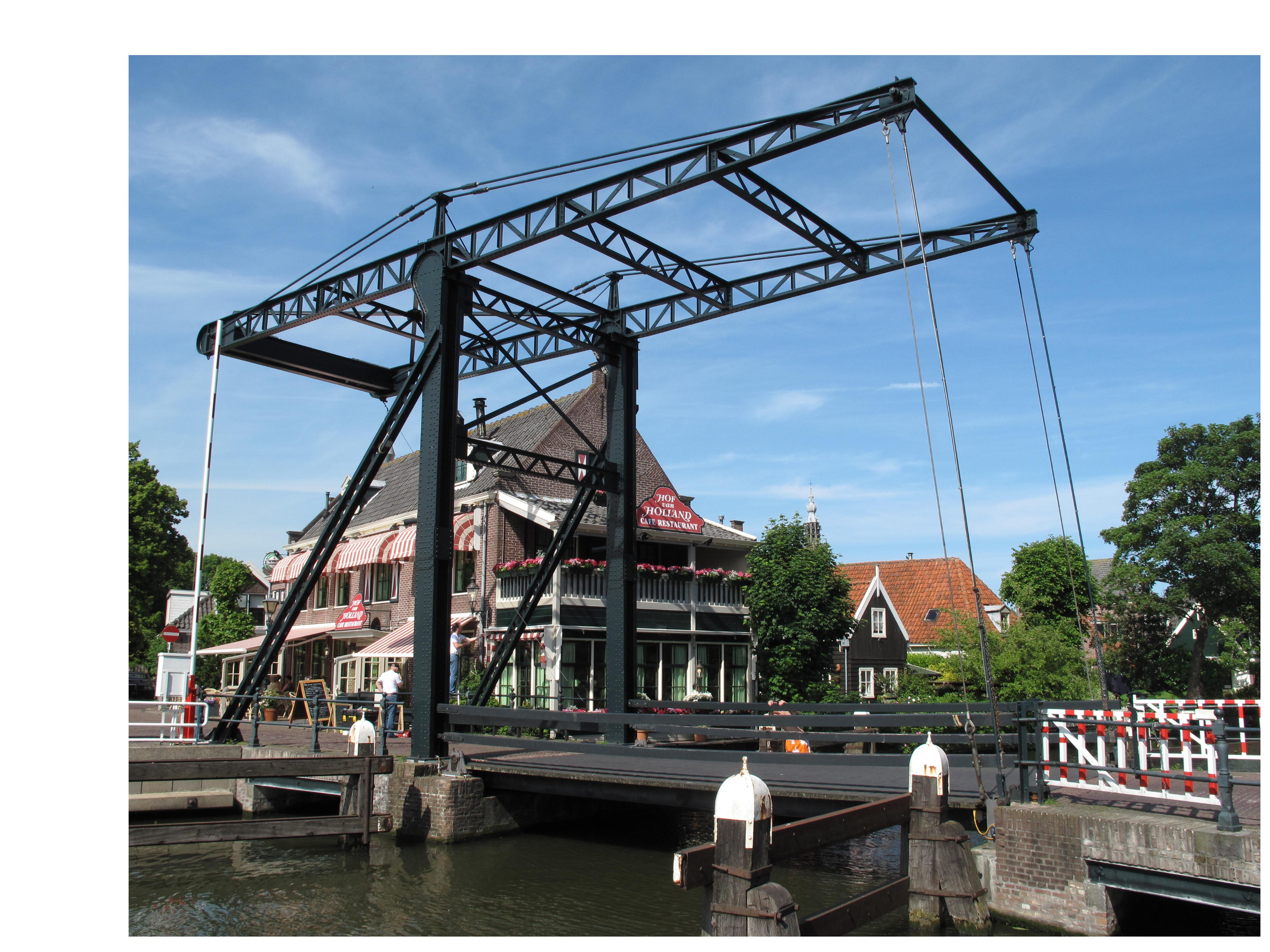
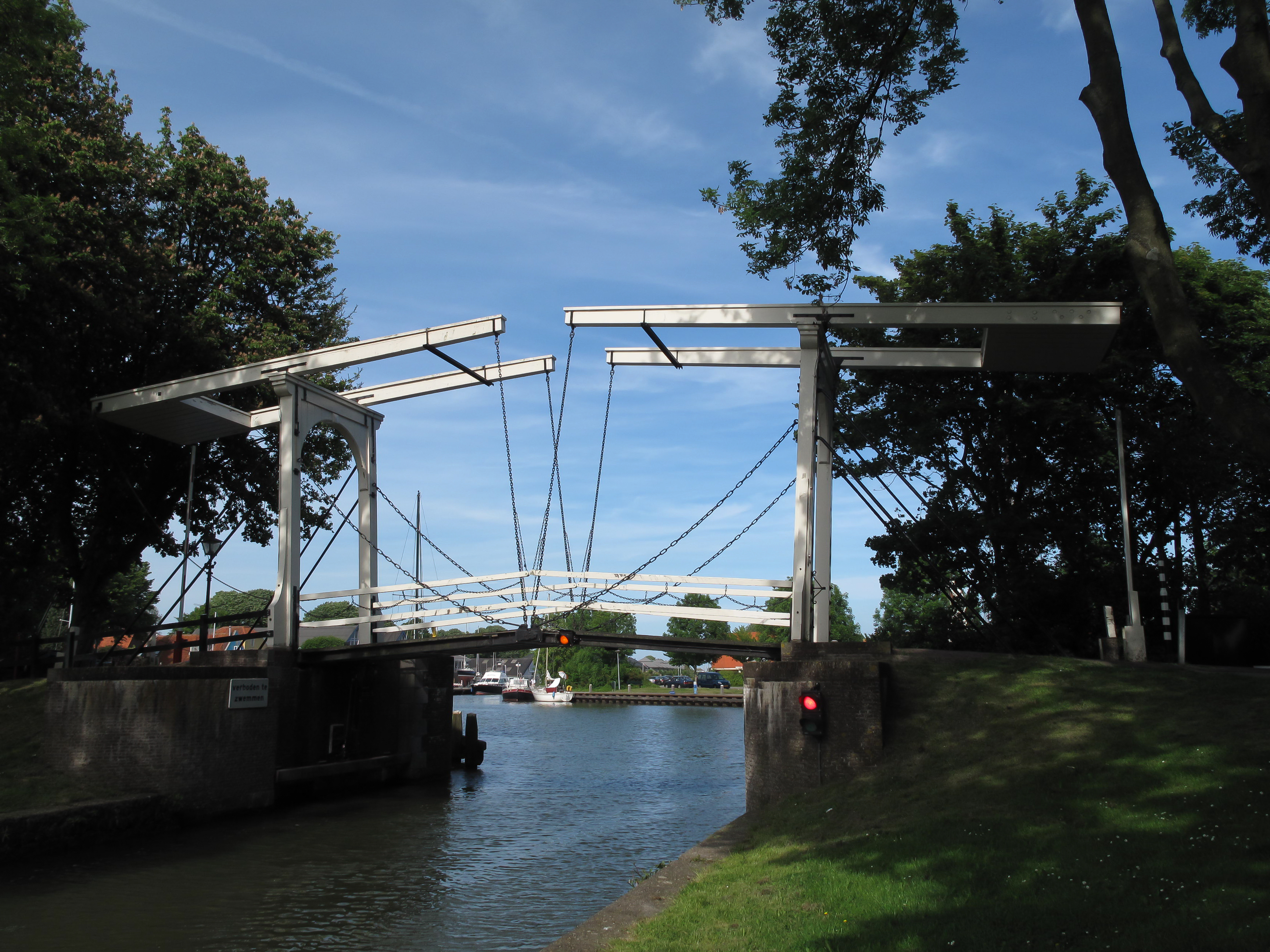